# Anh em nhà Dalton (phim hoạt hình)
Anh em nhà Dalton (tiếng Pháp: Les Dalton, tiếng Anh: The Daltons) là một bộ phim hài hoạt hình Pháp dựa trên các tác phẩm của họa sĩ Morris và nhà văn René Goscinny khi nó tập trung vào bốn nhân vật phản diện chính của loạt truyện tranh Lucky Luke, người cố gắng trốn thoát khỏi nhà tù mà họ bị nhốt trong mỗi lần Lucky Luke bắt được chúng. Chương trình được chuyển thể bởi Olivier Jean-Marie và Jean-François Henry trong khi bộ phim được đạo diễn bởi Charles Vaucelle. Nó được phát sóng trên Télétoon + Ở một số nước châu Phi nói tiếng Pháp thông qua DSTV hợp tác với Canalsat 

## Nhân vật
- Joe Dalton (lồng tiếng bởi John Mariano (Mùa 1-2) / Marc Thompson (Fort Dalton))
- Jack Dalton (lồng tiếng bởi Brian Cummings (Mùa 1) / Tom Wayland (Fort Dalton))
- William Dalton (lồng tiếng bởi Barry Dennen (Mùa 1-2) / Tom Wayland (Fort Dalton))
- Averell Dalton (lồng tiếng bởi Maurice LaMarche (Phần 1-2) / Marc Thompson (Fort Dalton))
- Melvin Peabody (lồng tiếng bởi Barry Dennen (Mùa 1-2) / Darren Dunstan (Fort Dalton))
- Rintindumb (lồng tiếng bởi Maurice LaMarche (Mùa 1) / Darren Dunstan (Mùa 2))
- Miss Betty (lồng tiếng bởi EG Daily (Mùa 1) / Eileen Stevens (Mùa 2))

## Sản xuất
Tên gốc: Les Dalton
Tạo bởi: Olivier Jean-Marie
Nhà sản xuất: Marc du Pontavice
Phó nhà sản xuất: Marc du Pontavice
Giám đốc: Charles Vaucelle
Chuyển thể văn học: Olivier Jean-Marie và Jean-François Henry
Thích ứng đồ họa: Charles Vaucelle
Bảng phân cảnh: Vincent Dubost
Mở đầu và kết thúc tín dụng âm nhạc: Arrogant Criminals - Boys Get Around
Nước xuất xứ: Pháp
Thời lượng tập trung bình: 7 phút (22 phút, 23 phút cho hai tập đặc biệt)
Số mùa: 2
Số tập: 191 (2010-2016)
Phát sóng tại Pháp: France 3, Canal +, Canal + Family và Télétoon +

## Các tập phim

### Mùa 1
| Tổng hợp số tập | Số tập | Tên tập phim (tiếng Việt) | Tên tiếng Anh (tiếng Pháp)                                                     | Được viết bởi                     | Nghệ sĩ kịch bản bởi             |
| --------------- | ------ | ------------------------- | ------------------------------------------------------------------------------ | --------------------------------- | -------------------------------- |
| 1               | 1      |                           | "Bubbles" "Ça bulle pour les Dalton"                                           | Olivier Jean-Marie                | Charles Vaucelle                 |
| 2               | 2      |                           | "Twister" "Les Dalton twistés"                                                 | Charles Vaucelle & Yves Coulon    | Stéphane Annette                 |
| 3               | 3      |                           | "Mind VS Body" "Esprit es-tu là?"                                              | Michel Coulon                     | Jean Cayrol                      |
| 4               | 4      |                           | "Stormy Weather" "Le rideau d'eau"                                             | Olivier Jean-Marie                | Laurnet Jennet                   |
| 5               | 5      |                           | "Dogsitting" "Le toutou des Dalton"                                            | Olivier Jean-Marie                | Frédéric Mintoff                 |
| 6               | 6      |                           | "Dots and Stripes" "Une affaire de goût"                                       | Jean-Marc Lenglen                 | Vincent Dubost                   |
| 7               | 7      |                           | "Hostage Havoc" "Crise d'otages"                                               | Jean-Marc Lenglen                 | Alexandre Viano                  |
| 8               | 8      |                           | "Last Will" "Dernières volontés"                                               | Yves Coulon                       | Alexandre Viano                  |
| 9               | 9      |                           | "Hand off my Rocks" "Touche pas à mes diams"                                   | Yves Coulon                       | Matthieu Pitschon                |
| 10              | 10     |                           | "The Great Green Escape" "Les Dalton atteignent des sommets"                   | Olivier Jean-Marie                | Laurnet Jennet                   |
| 11              | 11     |                           | "The Director's Girlfriend" "La fiancée du directeur"                          | Yves Coulon                       | Laurnet Jennet                   |
| 12              | 12     |                           | "I Spy" "Le mouchard"                                                          | Jean-Marc Lenglen                 | Frédéric Mintoff                 |
| 13              | 13     |                           | "Tunnel Trouble" "Galères en galeries"                                         | Jean-Marc Lenglen                 | Frédéric Mintoff                 |
| 14              | 14     |                           | "The Magician" "Le magicien"                                                   | Jean-Marc Lenglen                 | Laurnet Jennet                   |
| 15              | 15     |                           | "Totem Pole Daltons" "Les Dalton en totem"                                     | Olivier Jean-Marie                | Andres Fernandez                 |
| 16              | 16     |                           | "Zzzzzzzzz..." "Zzzzzzzzz..."                                                  | Olivier Jean-Marie                | Andres Fernandez                 |
| 17              | 17     |                           | "Sceptical Sorcerer" "Mamma mia!"                                              | Jean-Marc Lenglen                 | Andres Fernandez                 |
| 18              | 18     |                           | "Joe Playboy" "Joli cœur"                                                      | Jean-Marc Lenglen                 | Vincent Dubost                   |
| 19              | 19     |                           | "The Daltons play Rugby" "Les Dalton en mêlée"                                 | Olivier Jean-Marie                | Stéphane Annette                 |
| 20              | 20     |                           | "The Daltons go Snow Crazy" "Les Dalton à la neige"                            | Jean-Marc Lenglen                 | Vincent Dubost                   |
| 21              | 21     |                           | "Too Many Tunnels" "Le trou de trop"                                           | Jean-François Henry               | Launret Jennet                   |
| 22              | 22     |                           | "The Daltons go Cleaning" "Les Dalton font du propre"                          | Jean-Marc Lenglen                 | Matthieu Pitschon                |
| 23              | 23     |                           | "Crazy Firecrackers" "La poudre d'escampette"                                  | Michel Coulon                     | Matthieu Pitschon                |
| 24              | 24     |                           | "Locked Outside" "Enfermés dehors"                                             | Olivier Jean-Marie                | Frédéric Mintoff                 |
| 25              | 25     |                           | "Free at Last" "Enfin libre!"                                                  | Jean-Marc Lenglen                 | Andres Fernandez                 |
| 26              | 26     |                           | "The Fakir" "Le fakir"                                                         | Olivier Jean-Marie                | Alexandre Viano & Laurnet Jennet |
| 27              | 27     |                           | "The Daltons Afloat" "Les Dalton à l'eau"                                      | Olivier Jean-Marie                | Frédéric Mintoff                 |
| 28              | 28     |                           | "The Desert of Death That Kills" "Le désert de la mort qui tue"                | Olivier Jean-Marie                | Andres Fernandez                 |
| 29              | 29     |                           | "Nitroglycerine Nightmare" "Et que ça saute!"                                  | Jean-Marc Lenglen                 | Matthieu Pitschon                |
| 30              | 30     |                           | "Invisible Daltons" "Les Dalton disparaissent"                                 | Yves Coulon                       | Vincent Dubost                   |
| 31              | 31     |                           | "Camera Scam" "Les Dalton font leur cinéma"                                    | Patrick Regnard & Michel Haillard | Céline Goblinet                  |
| 32              | 32     |                           | "Jailbreak for Dummies" "L'évasion pour les nuls"                              | Yves Coulon                       | Stéphane Annette                 |
| 33              | 33     |                           | "The Wager" "Le pari"                                                          | Michel Coulon                     | Frédéric Mintoff                 |
| 34              | 34     |                           | "Up Up and Away" "Gonflés!"                                                    | Olivier Jean-Marie                | Stéphane Annette                 |
| 35              | 35     |                           | "Signed Stamped and Delivered" "Les Dalton timbrés"                            | Olivier Jean-Marie                | Matthieu Pitschon                |
| 36              | 36     |                           | "Oil Leak" "Les Dalton carburent"                                              | Olivier Jean-Marie                | Matthieu Pitschon                |
| 37              | 37     |                           | "Smoke without Fire" "Ça va fumer"                                             | Michel Coulon                     | Matthieu Pitschon                |
| 38              | 38     |                           | "The Daltons go Time Travelling" "Les Dalton remettent les pendules à l'heure" | Patrick Regnard & Michel Haillard | Andres Fernandez                 |
| 39              | 39     |                           | "Buffalo Bluff" "Bisons futés"                                                 | Olivier Jean-Marie                | Stéphane Annette                 |
| 40              | 40     |                           | "Prison Sickness" "Le Mal du pénitencier"                                      | Jean-Marc Lenglen                 | Stéphane Annette                 |
| 41              | 41     |                           | "Freewheel Daltons" "Les Dalton en roue libre"                                 | Jean-Marc Lenglen                 | Andres Fernandez                 |
| 42              | 42     |                           | "The Flint Daltons" "Les Dalton tombent sur un os"                             | Olivier Jean-Marie                | Frédéric Mintoff                 |
| 43              | 43     |                           | "The New Warden" "Joe le dirlo"                                                | Yves Coulon                       | Stéphane Annette                 |
| 44              | 44     |                           | "Not Exactly Aztec" "Les Dalton dans la jungle"                                | Yves Coulon                       | Stéphane Annette                 |
| 45              | 45     |                           | "Loony Daltons" "Ils sont fous ces Dalton"                                     | Olivier Jean-Marie                | Vincent Dubost                   |
| 46              | 46     |                           | "The Daltons Christmas" "Un Noël pour les Dalton"                              | Yves Coulon                       | Andres Fernandez                 |
| 47              | 47     |                           | "The Daltons go Babysitting" "Les Dalton pouponnent"                           | Michel Coulon                     | Andres Fernandez                 |
| 48              | 48     |                           | "The Daltons Fan" "Fan des Dalton"                                             | Yves Coulon                       | Andres Fernandez                 |
| 49              | 49     |                           | "The Dalton Code" "Le code Dalton"                                             | Olivier Jean-Marie                | Stéphane Annette                 |
| 50              | 50     |                           | "Chain of Misfortune" "Le maillon faible"                                      | Michel Coulon                     | Matthieu Pitschon                |
| 51              | 51     |                           | "Joe the Ostrich Man" "Joe fait l'autruche"                                    | Olivier Jean-Marie                | Andres Fernandez                 |
| 52              | 52     |                           | "The Daltons Aloft" "Les Dalton prennent l'air"                                | Yves Coulon                       | Matthieu Pitschon                |
| 53              | 53     |                           | "The Daltons get Recycled" "Les Dalton à la poubelle"                          | Olivier Jean-Marie                | Stéphane Annette                 |
| 54              | 54     |                           | "Magnetic Joe" "Magnetic Joe"                                                  | Yves Coulon                       | Stéphane Annette                 |
| 55              | 55     |                           | "Cowed" "La vache et les prisonniers"                                          | Michel Coulon                     | Matthieu Pitschon                |
| 56              | 56     |                           | "Sleepwalkers Escape" "Averell, tu dors?"                                      | Michel Coulon                     | Matthieu Pitschon                |
| 57              | 57     |                           | "The Daltons go Baking" "Les Dalton dans la farine"                            | Olivier Jean-Marie                | Stéphane Annette                 |
| 58              | 58     |                           | "The Two Minutes Stop" "2 minutes d'arrêt"                                     | Yves Coulon                       | Alexandre Viano                  |
| 59              | 59     |                           | "The Lady Bandit" "La prisonnière"                                             | Olivier Jean-Marie                | Andres Fernandez                 |
| 60              | 60     |                           | "The Daltons Rodeo" "Rodéo pour les Dalton"                                    | Michel Coulon                     | Jean Cayrol                      |
| 61              | 61     |                           | "The Daltons go Electric" "Les Dalton se mettent au courant"                   | Yves Coulon                       | Matthieu Pitschon                |
| 62              | 62     |                           | "Dr Jeffkyll and Mr Averell" "Bête et méchant"                                 | Michel Coulon                     | Andres Fernandez                 |
| 63              | 63     |                           | "Dalton Land" "Daltonland"                                                     | Olivier Jean-Marie                | Vincent Fouache                  |
| 64              | 64     |                           | "The Prophesy" "Le devin"                                                      | Michel Coulon                     | Jean-Luc Abiven                  |
| 65              | 65     |                           | "A Solid Friend" "Une solide amitié"                                           | Michel Coulon                     | Matthieu Pitschon                |
| 66              | 66     |                           | "Goofy Golf" "18 trous pour 4 Dalton"                                          | Yves Coulon & Charles Vaucelle    | Matthieu Pitschon                |
| 67              | 67     |                           | "The Secret Passage" "Le passage secret"                                       | Yves Coulon                       | Jean Cayrol                      |
| 68              | 68     |                           | "New Faces for the Daltons" "Les Dalton se refont une beauté"                  | Yves Coulon & Charles Vaucelle    | Céline Gobinet                   |
| 69              | 69     |                           | "The Daltons Oath" "Le serment des Dalton"                                     | Yves Coulon                       | Yann Provost                     |
| 70              | 70     |                           | "Reincarnation" "La réincarnation"                                             | Jean-François Henry               | Launret Jennet                   |
| 71              | 71     |                           | "Morse Code" "Joe le funambule"                                                | Olivier Jean-Marie                | Céline Gobinet                   |
| 72              | 72     |                           | "Trompe l'oeil" "Trompe-l'œil"                                                 | Yves Coulon                       | Andres Fernandez                 |
| 73              | 73     |                           | "The Daltons on high" "Le vol de trop"                                         | Vincent Bonjour                   | Jean-Luc Abiven                  |
| 74              | 74     |                           | "Jungle Jinx" "Le fils de la jungle"                                           | Michel Coulon                     | Matthieu Pitschon                |
| 75              | 75     |                           | "The Daltons go Climbing" "Les Dalton font le mur"                             | Charles Vaucelle & Yves Coulon    | Matthieu Pitschon                |
| 76              | 76     |                           | "UFO Goofs" "Un ovni pour les Dalton"                                          | Charles Vaucelle & Yves Coulon    | Matthieu Pitschon                |
| 77              | 77     |                           | "The Daltons go Wrestling" "Les rois du ring"                                  | Charles Vaucelle & Yves Coulon    | Andres Fernandez                 |
| 78              | 78     |                           | "Chicken Soup" "Le coup du poulet"                                             | Yves Coulon                       | Matthieu Pitschon                |

### Mùa 2
| Tổng hợp số tập | Số tập | Tên tập phim (tiếng Việt) | Tên tiếng Anh (tiếng Pháp)                                            | Được viết bởi                         | Nghệ sĩ kịch bản bởi |
| --------------- | ------ | ------------------------- | --------------------------------------------------------------------- | ------------------------------------- | -------------------- |
| 79              | 1      |                           | "The Art of Being Dalton" "L'art d'être un Dalton"                    | Sébastien Guérout                     | Yoshimichi Tamura    |
| 80              | 2      |                           | "The Scent of Freedom" "Parfum d'évasion"                             | Jean-Marc Lenglen                     | Lionel Brousse       |
| 81              | 3      |                           | "The Masked Avenger" "Le justicier masqué"                            | Michel Coulon                         | Matthieu Pitschon    |
| 82              | 4      |                           | "Evil Jenny" "Jenny La Terreur"                                       | Nicolas Gallet                        | Yoshimichi Tamura    |
| 83              | 5      |                           | "Size Wize" "Un problème de taille"                                   | Jean-Marc Lenglen                     | Lionel Brousse       |
| 84              | 6      |                           | "Zoo Break" "Une sacrée ménagerie !"                                  | Sébastien Guérout                     | Cédric Lécer         |
| 85              | 7      |                           | "What a Ball" "Boulets et boulettes"                                  | Jean-Marc Lenglen                     | Yoshimichi Tamura    |
| 86              | 8      |                           | "Gigi the Giraffe" "Le coup de la girafe"                             | Yves Coulon                           | Lionel Brousse       |
| 87              | 9      |                           | "The Jailbird's Genie" "Coup de génie"                                | Marie Eynard & Armand Robin           | Jean-Louis Champault |
| 88              | 10     |                           | "An Unnatural Catastrophe" "Catastrophe au pénitencier"               | Jean-Marc Lenglen                     | Jean-Louis Champault |
| 89              | 11     |                           | "The Scene of the Crime" "En piste, les Dalton!"                      | Arnold Boiseau & Yves Coulon          | Yoshimichi Tamura    |
| 90              | 12     |                           | "The Daltons take Royal Leave" "Un plan royal !"                      | Nicolas Gallet                        | Lionel Brousse       |
| 91              | 13     |                           | "The Walker through Walls" "Le passe-muraille"                        | Marie Eynard                          | Matthieu Pitschon    |
| 92              | 14     |                           | "The Daltons Cousins" "Les cousines Dalton"                           | Jean-Charles Fink                     | Lionel Brousse       |
| 93              | 15     |                           | "A Very Special Indian" "Le contraire d'un indien"                    | Jean-Charles Fink                     | Jean-Louis Champault |
| 94              | 16     |                           | "Wanted: Four Cute Boys" "Quatre beaux gosses pour une évasion"       | Jean-Marc Lenglen                     | Lionel Brousse       |
| 95              | 17     |                           | "The Two Winged Daltons" "Dalton avec deux ailes"                     | Yves Coulon                           | Matthieu Pitschon    |
| 96              | 18     |                           | "The Daltons and the Beanstalk" "Roule ma poule !"                    | Michel Coulon                         | Lionel Brousse       |
| 97              | 19     |                           | "Joe's Amnesia" "Trous de mémoire"                                    | Hervé Nadler                          | Lionel Brousse       |
| 98              | 20     |                           | "High on a Cactus" "Sur un cactus perché"                             | Nicolas Gallet                        | Jean-Louis Champault |
| 99              | 21     |                           | "The Daltons and the Web" "Les Dalton tissent leur toile"             | Yves Coulon                           | Matthieu Pitschon    |
| 100             | 22     |                           | "The Daltons Fury" "La fureur du Dalton"                              | Jean-Marc Lenglen                     | Thomas Astruc        |
| 101             | 23     |                           | "Cactus Joe" "Cactus Joe"                                             | Jean-Marc Lenglen                     | Lionel Brousse       |
| 102             | 24     |                           | "The Voice of Freedom" "La voix est libre"                            | Sébastien Cuérout                     | Matthieu Pitschon    |
| 103             | 25     |                           | "A Hairy Situation" "Les Dalton se font les cheveux"                  | Jean-Marc Lenglen                     | Jean-Louis Champault |
| 104             | 26     |                           | "The Daltons On Line" "Les Dalton surfent sur le réseau"              | Yves Coulon                           | Matthieu Pitschon    |
| 105             | 27     |                           | "The Daltons get Fit" "Les Dalton ont la forme"                       | Jean-Marc Lenglen                     | Jean-Louis Champault |
| 106             | 28     |                           | "Beauty and the Beasts" "La belle et les bêtes"                       | Jean-Marc Lenglen                     | Matthieu Pitschon    |
| 107             | 29     |                           | "Highly Gifted Daltons" "Les Dalton sont surdoués"                    | Yves Coulon                           | Jean-Louis Champault |
| 108             | 30     |                           | "Inspection Time" "Inspecteur Dalton"                                 | Charles Vaucelle & Yves Coulon        | Matthieu Pitschon    |
| 109             | 31     |                           | "The Daltons and the Ghost" "Ramon le fantôme"                        | Jean-Marc Lenglen                     | Lionel Brousse       |
| 110             | 32     |                           | "A Piece of Cake" "C'est du gâteau"                                   | Sébastien Guérout                     | Stéphane Annette     |
| 111             | 33     |                           | "The Daltons Reality Show" "Les Dalton font de l'audimat"             | Yves Coulon                           | Alexandre Ulmann     |
| 112             | 34     |                           | "Firefighting Daltons" "Au feu les Dalton"                            | Jean-Marc Lenglen                     | Matthieu Pitschon    |
| 113             | 35     |                           | "A Back Up Plan" "Mauvais plan"                                       | Nicolas Gallet                        | Lionel Brousse       |
| 114             | 36     |                           | "The Puppeteer" "Le marionnettiste"                                   | Denis Lima & Yves Coulon              | Stéphane Annette     |
| 115             | 37     |                           | "The Ideal Dog" "Un mal de chien"                                     | Michel Coulon                         | Lionel Brousse       |
| 116             | 38     |                           | "Daltons are Moonstruck" "Les Dalton sont dans la lune"               | Nicolas Gallet                        | Stéphane Annette     |
| 117             | 39     |                           | "Multiple Joes" "Il voit des Joe partout"                             | Jean-Marc Lenglen                     | Stéphane Annette     |
| 118             | 40     |                           | "Origami Time" "Les rois du pliage"                                   | Renaud Phillips                       | Matthieu Pitschon    |
| 120             | 41     |                           | "Who Kidnapped Rintindumb" "Raptarantanplan"                          | Jean-Marc Lenglen                     | Jean-Louis Champault |
| 121             | 42     |                           | "The Travel Box" "Les Dalton se téléportent"                          | Olivier Jean-Marie                    | Matthieu Pitschon    |
| 122             | 43     |                           | "The Bread War" "La guerre du pain"                                   | Yves Coulon                           | Lionel Brousse       |
| 123             | 44     |                           | "Monkey Business" "Malin comme un singe"                              | Jean-Marc Lenglen                     | Lionel Brousse       |
| 124             | 45     |                           | "Inside Rintindumb" "À l'intérieur de Rantanplan"                     | Yves Coulon                           | Stéphane Annette     |
| 125             | 46     |                           | "Daltons Onstage" "Les Dalton entrent en scène"                       | Michel Coulon                         | Stéphane Annette     |
| 126             | 47     |                           | "Daltons in Hardhats" "Les Dalton en chantier"                        | Jean-Marc Lenglen                     | Lionel Brousse       |
| 127             | 48     |                           | "Daltons in a Kit" "Les Dalton en kit"                                | Yves Coulon                           | Stéphane Annette     |
| 128             | 49     |                           | "Bouncing Daltons" "Les Dalton rebondissent"                          | Jean-Marc Lenglen                     | Stéphane Annette     |
| 129             | 50     |                           | "Guards Stop those Daltons" "Gardes, arrêtez les Dalton !"            | Renaud Phillips                       | Stéphane Annette     |
| 130             | 51     |                           | "Giant" "C'est géant"                                                 | Nicolas Gallet                        | Matthieu Pitschon    |
| 131             | 52     |                           | "Prince of the Desert" "Le prince du désert"                          | Jean-Marc Lenglen                     | Mickaël Mérigot      |
| 132             | 53     |                           | "Funny Fangs Dalton" "Les Dalton ont les crocs"                       | Yves Coulon                           | Matthieu Pitschon    |
| 133             | 54     |                           | "Service Station" "La station-service"                                | Jean-Marc Lenglen                     | Jean-Louis Champault |
| 134             | 55     |                           | "The Wand" "Coup de baguette"                                         | Jean-Marc Lenglen                     | Stéphane Annette     |
| 135             | 56     |                           | "Model Inmate" "Un prisonnier modèle"                                 | Sébastien Guérout                     | Lionel Brousse       |
| 137             | 57     |                           | "Gust of Wind" "Coup de vent"                                         | Olivier Jean-Marie                    | Arthur Peltzer       |
| 138             | 58     |                           | "Mommy knows Best" "Maman, j'ai raté l'évasion"                       | Yves Coulon                           | Alexandre Viano      |
| 139             | 59     |                           | "Super A Verell" "Averell qui valait super cher"                      | Yves Coulon                           | Sylvain Ciault       |
| 140             | 60     |                           | "An Indian Wedding" "Mariage à l'indienne"                            | Jean-Marc Lenglen                     | Stéphane Annette     |
| 141             | 61     |                           | "All Hands on Deck" "À l'abordage !"                                  | Jean-Marc Lenglen                     | Stéphane Annette     |
| 142             | 62     |                           | "Daltons in the Movie" "Les Dalton crèvent l'écran"                   | Michel Coulon                         | Matthieu Pitschon    |
| 143             | 63     |                           | "Penintentiary Palace Hotel" "Pénitencier palace hôtel"               | Yves Coulon                           | Matthieu Pitschon    |
| 144             | 64     |                           | "Marshmallow Trap" "Piège de guimauve"                                | Marie Eynard & Armand Robin           | Pierre Cerutti       |
| 145             | 65     |                           | "Good Old Joe" "Ce bon vieux Joe"                                     | Jean-Marc Lenglen                     | Pierre Cerutti       |
| 146             | 66     |                           | "Fries for Free" "Les Dalton ont la frite"                            | Yves Coulon                           | Matthieu Pitschon    |
| 147             | 67     |                           | "Hell's Bells" "Un paradise d'enfer"                                  | Nicolas Gallet                        | Arthur Peltzer       |
| 148             | 68     |                           | "The Daltons get Jabbed" "Les Dalton sont vaccinés"                   | Yves Coulon                           | Matthieu Pitschon    |
| 150             | 69     |                           | "Brother Blow your Horn" "Sonnez clairon !"                           | Emmanuel Leduc & Tom Leduc            | Arthur Peltzer       |
| 151             | 70     |                           | "Neanderthal Ninnies" "Un plan cro-mignon"                            | Jean-Christophe Hervé & Claude Perrin | Lionel Brousse       |
| 152             | 71     |                           | "Suds for the Daltons" "Les Dalton se font mousser"                   | Hervé Nadler & Yves Coulon            | Pierre Cerutti       |
| 153             | 72     |                           | "Enemy Sisters" "Les sœurs ennemies"                                  | Sébastien Guérout                     | Lionel Brousse       |
| 154             | 73     |                           | "First Escape" "Première évasion"                                     | Romain Canet & Clarie Espagno         | Pierre Cerutti       |
| 155             | 74     |                           | "Top Gear" "En quatrième vitesse"                                     | Michel Coulon                         | Lionel Brousse       |
| 156             | 75     |                           | "The Daltons and the Tortoise" "Les Dalton et la tortue"              | Yves Coulon                           | Pierre Cerutti       |
| 157             | 76     |                           | "Averell's Big Chill" "Averell jette un froid"                        | Philippe Clerc                        | Arthur Peltzer       |
| 158             | 77     |                           | "Matador Daltons" "Corrida pour les Dalton"                           | Olivier Jean-Marie                    | Lionel Brousse       |
| 160             | 78     |                           | "Daltons and Dragon" "Les Dalton et le Dragon"                        | Yves Coulon                           | Matthieu Pitschon    |
| 162             | 79     |                           | "Gold Fingered Averell" "Averell aux doigts d'or"                     | Mattieu Choquet & Léonie de Rudder    | Stéphane Annette     |
| 163             | 80     |                           | "Coyote Brothers" "Frères coyotes"                                    | Philippe Clerc                        | Lionel Brousse       |
| 164             | 81     |                           | "Roll up Daltons" "Les Dalton se plient en quatre"                    | Jean-Marc Lenglen                     | Pierre Cerutti       |
| 165             | 82     |                           | "Dancing with Buffalo" "Danse avec les bisons"                        | Emmanuel Leduc & Tom Leduc            | Matthieu Pitschon    |
| 166             | 83     |                           | "The Fault Less Plan" "Le plan sans faille"                           | Jean-Christophe Hervé & Claude Perrin | Matthieu Pitschon    |
| 167             | 84     |                           | "Ferris Wheel Daltons" "Les Dalton font la roue"                      | Olivier Jean-Marie                    | Lionel Brousse       |
| 168             | 85     |                           | "Dalton Bunnies" "Les lapins Dalton"                                  | Philippe Clerc                        | Stéphane Annette     |
| 169             | 86     |                           | "Hysterical Daltons" "Les Dalton rient à pleines dents"               | Jean-Marc Lenglen                     | Christof LeFébure    |
| 170             | 87     |                           | "Yogi Daltons" "Mauvaises graines"                                    | Nicolas Gallet                        | Christof LeFébure    |
| 171             | 88     |                           | "Pick Pocketing Daltons" "C'est dans la poche"                        | Michel Coulon                         | Olivier Derynck      |
| 172             | 89     |                           | "Deck Hand Daltons" "La croisière, ça m'use"                          | Yves Coulon                           | Stéphane Annette     |
| 173             | 90     |                           | "Daltons on Cloud Nine" "Les Dalton sont sur un nuage"                | Jean-Marc Lenglen                     | Olivier Derynck      |
| 174             | 91     |                           | "Fort Dalton" "Fort Dalton"                                           | Jean-Christophe Hervé & Claude Perrin | Stéphane Annette     |
| 175             | 92     |                           | "You'll be an Indian My Son" "Tu seras un indien mon fils"            | Jean-Christophe Hervé & Claude Perrin | Olivier Reynal       |
| 176             | 93     |                           | "Carrier Pigeon Wanted" "Pigeon vole !"                               | Mattieu Choquet & Léonie de Rudder    | Lionel Brousse       |
| 177             | 94     |                           | "The Good Luck Charm" "Le porte-bonheur des Dalton"                   | Emmanuel Leduc & Tom Leduc            | Lionel Brousse       |
| 178             | 95     |                           | "The Daltons Hit the Headlines" "Les Dalton en première page"         | Sébastien Guérout                     | Olivier Reynal       |
| 179             | 96     |                           | "The Daltons at the Races" "Le dada des Dalton"                       | Charles Vaucelle & Yves Coulon        | Pierre Cerutti       |
| 180             | 97     |                           | "Miss Betty the Rebel" "Miss Betty se rebelle"                        | Clarie Espagno & Yves Coulon          | Stéphane Annette     |
| 181             | 98     |                           | "Teen Trouble" "Roulez jeunesse !"                                    | Nicolas Gallet                        | Olivier Reynal       |
| 182             | 99     |                           | "Bounty Hunter" "Le chasseur de primes"                               | Emmanuel Leduc & Marie Eynard         | Matthieu Pitschon    |
| 183             | 100    |                           | "Daltons on the Move" "Les Dalton déménagent"                         | Philippe Clerc                        | Olivier Reynal       |
| 184             | 101    |                           | "Foreign Legion Daltons" "Les Dalton légionnaires"                    | Philippe Clerc                        | Mickaël Mérigot      |
| 185             | 102    |                           | "Grandpa Dalton's Will" "Le testament de pépé Dalton"                 | Michel Coulon                         | Lionel Brousse       |
| 186             | 103    |                           | "A Grain of Sand for the Daltons" "Un grain de sable pour les Dalton" | Clarie Espagno & Yves Coulon          | Matthieu Pitschon    |
| 188             | 104    |                           | "Shock Treatment" "Traitement de choc"                                | Mattieu Choquet & Léonie de Rudder    | Mickaël Mérigot      |
| 189             | 105    |                           | "The Dalton Fairy" "La fée Dalton"                                    | Renaud Phillips                       | Mickaël Mérigot      |
| 190             | 106    |                           | "Popcorn for the Daltons" "Du pop-corn pour les Dalton"               | Jean-Marc Lenglen                     | Lionel Brousse       |
| 191             | 107    |                           | "Daltons on Vacation" "Les vacances des Dalton"                       | Charles Vaucelle & Yves Coulon        | Alexandre Viano      |
| 192             | 108    |                           | "Triple Idiot" "Triple Idiot !"                                       | Michel Coulon                         | Matthieu Pitschon    |
| 193             | 109    |                           | "Old Folks" "Reconstitution"                                          | Jean-Christophe Hervé & Claude Perrin | Pierre Cerutti       |
| 194             | 110    |                           | "The Stew Affliction" "Ragoût maudit"                                 | Mattieu Choquet & Léonie de Rudder    | Eric Cosselet        |
| 195             | 111    |                           | "Inflatable Jail" "Les Dalton se ballonnent"                          | Clarie Espagno & Yves Coulon          | Olivier Derynck      |
| 196             | 112    |                           | "In the Air" "Au vol !"                                               | Olivier Jean-Marie                    | Stéphane Annette     |
| 197             | 113    |                           | "The Daltons Chill Out" "Au frais, les Dalton!"                       | Olivier Jean-Marie                    | Lionel Brousse       |